# Caspar C 27
Die Caspar C 27 Möve war ein deutsches Schwimmerflugzeug der 1920er Jahre. Es wurden nur zwei Exemplare gebaut.

## Entwicklung
Die C 27 wurde unter der Leitung Ernst von Loessls bei den Caspar-Werken in Lübeck-Travemünde als Übungsflugzeug (See) entworfen. Sie wurde im April 1927 auf der 8. Mailänder Mustermesse erstmals öffentlich präsentiert, fand aber keine große Resonanz. Es wurden zwei Flugzeuge gebaut, die von der Zweigstelle der Deutschen Verkehrsfliegerschule in Warnemünde übernommen und in deren Schulbetrieb eingebunden wurden. Eines davon mit der Werknummer 7004 wurde im März 1928 als D–1023 zugelassen, das andere mit der Werknummer 7001 erhielt das Kennzeichen D–1276. Ein Exemplar wurde im April 1927 auf der 8. Mustermesse in Mailand öffentlich präsentiert. Die beiden C 27 erhielten extrem schlechte Bewertungen. Als konstruktiver Rückschritt angesehen verfügten sie außerdem über sehr schlechte Flugeigenschaften und litten unter Mängeln technischer und konstruktiver Art. Bei einem der Flugzeuge brachen bei einer harten Wasserung die Schwimmerböden, so dass es aus dem Verkehr gezogen werden musste. Das andere wurde anschließend an den Nordseestützpunkt auf List abgegeben, wo es noch für Schlepp- und Rollmanöver bei Seegang zum Einsatz kam. Im März 1932 wurde es aus dem Luftfahrtregister gelöscht.

## Aufbau
Die C 27 ist ein zweistieliger, verspannter Doppeldecker in Gemischtbauweise. Der Rumpf besteht aus einem geschweißten, nach hinten spitz auslaufenden Stahlrohrrahmen mit rechteckigem Querschnitt und Stoffbespannung. Vom Bug bis zum Ende der hinteren Flugzeugführerkabine ist er mit Aluminium beplankt. Zwischen Triebwerk und der vorderen Kabine ist ein Brandschott aus geschweißtem Stahlrohr eingesetzt. Beidseitig der Motorhaube befinden sich als Laufsteg nutzbare Stahlrohre. Das Flugzeug besitzt ein Doppelsteuer
Das Tragwerk besteht aus nicht gestaffelten Ober- und Unterflügeln gleicher Spannweite mit leichter V-Stellung. Diese sind zweiteilig ausgeführt und entweder oben an das Mittelstück des Baldachins oder unten an den Rumpfseiten angeschlagen. Sie bestehen aus einem Holzgerüst mit zwei Holmen, zwischen denen die Unterseite mit Sperrholz beplankt und die restlichen Flächen mit Stoff bespannt sind. Die Flügelvorderkante wird aus Sperrholz gebildet. Untereinander verbunden sind die oberen und unteren Tragflächen mit doppelten I-Stielen und ausgekreuzten Spanndrähten in zwei Ebenen. Beide sind mit Querrudern ausgestattet.
Das als sperrholzbeplanktes Holzgerüst ausgeführte Leitwerk besteht aus der Höhen- und Seitenflosse, die beide verstellbar sind. Letztere ist außerdem aerodynamisch ausgeglichen.
Die C 27 ist mit zwei parallel zueinander gesetzten, einstufigen Holzschwimmern ausgerüstet, deren Böden vorn flach und im hinteren Teil gekielt sind. Sie sind durch insgesamt vier N-Streben mit dem Rumpf verbunden, von denen sie einfach gelöst werden können.

## Technische Daten
| Kenngröße                                | Daten                                                                   |
| ---------------------------------------- | ----------------------------------------------------------------------- |
| Besatzung                                | 2                                                                       |
| Spannweite                               | 15,36 m                                                                 |
| Länge                                    | 10,25 m                                                                 |
| Höhe                                     | 4,25 m                                                                  |
| Flügelfläche                             | 48,6 m²                                                                 |
| Rüstmasse                                | 1300 kg                                                                 |
| Startmasse                               | 1800 kg                                                                 |
| Antrieb                                  | ein wassergekühlter Sechszylinder-Viertakt-Reihenmotor                  |
| Typ                                      | BMW IVa                                                                 |
| Startleistung Nennleistung Dauerleistung | 320 PS (235 kW) 300 PS (221 kW) am Boden 240 PS (177 kW) in 4000 m Höhe |
| Höchstgeschwindigkeit                    | 175 km/h in Bodennähe                                                   |
| Marschgeschwindigkeit                    | 150 km/h                                                                |
| Landegeschwindigkeit                     | 65 km/h                                                                 |
| Steigzeit                                | 7 min auf 1000 m Höhe                                                   |
| Reichweite                               | 400 km                                                                  |
| Dienstgipfelhöhe                         | 4000 m                                                                  |